# Ng Sik-ho
Ng Sik-ho (吳錫豪, 1930 - 8 septembre 1991) est un important baron de la drogue et chef de triade hongkongais. Très puissant au début des années 1970, il était de connivence avec les hautes sphères corrompues de la police de Hong Kong, notamment avec l'inspecteur en chef Lui Lok lui-même. Son empire s'écroule en 1974 avec son arrestation dans le cadre d'une vaste lutte des autorités contre la corruption gangrénant la ville et qui culmine avec la création de la commission indépendante contre la corruption.
Plus connu sous les surnoms de « Ho l'estropié » et « Ho le boiteux » (跛豪), il est fréquemment représenté dans les films de triades hongkongais.

## Biographie
D'ethnie teochew, Ng gagne le surnom d'« estropié » et de « boiteux » en raison d'une blessure à la jambe subie lors d'une bagarre de rue,. Il émigre clandestinement à Hong Kong depuis la Chine continentale durant la grande famine en Chine au début des années 1960. 
À partir de 1967, Ng s'implique dans le trafic illégal d'opium et de morphine. Il épouse Cheng Yuet-ying (郑月英), qui est également complice de ses activités criminelles. Il se construit progressivement un empire de la drogue qui, au moment de son arrestation en 1974, est présent non seulement à Hong Kong, mais également à Macao, en Thaïlande, à Taïwan, à Singapour, au Royaume-Uni et aux États-Unis.
Il est arrêté le 12 novembre 1974, accusé d'avoir fait entrer 20 tonnes d'opium et de morphine de Thaïlande et d'autres pays à Hong Kong. Surnommé « Mr Big » par les médias, il est condamné en mai 1975 à 30 ans d'emprisonnement, la plus longue peine jamais prononcée par un tribunal de Hong Kong à l'époque,,,. Son épouse est ensuite arrêtée et condamnée le 23 février à 16 ans de prison et à une amende de 1 million de yuans.
Ng devient ensuite un témoin clé dans l'affaire contre Ma Sik-chun, son ancien associé, accusé de trafic d'héroïne et d'opium,.
En prison, il devient bouddhiste. En avril 1991, sa sentence est réduite de quatre ans et demi par le gouverneur de Hong Kong, et il est prévu qu'il soit libéré à la fin de l'année. En juillet, il est diagnostiqué d'un cancer du foie en phase terminale et les médecins ne lui prévoient pas plus de 6 semaines à vivre. Sa peine est alors de nouveau réduite.
Le 14 août 1991, après 16 ans derrière les barreaux, Ng est libéré pour raisons médicales. Il est transféré dans une cellule gardée à l'hôpital Queen Mary (en) où il meurt quelques semaines plus tard le 8 septembre 1991 à l'âge de 61 ans. Son épouse est également libérée de prison l'année suivante,.

## Dans la fiction
Lui est représenté dans divers films et séries télévisées en raison de sa notoriété.
- Zeoi Fu Kam Lung (1976), par Lau Dan (en)
- Blowing in the Wind (1980), par Lau Kong (en)
- Hong Kong Criminal Archives - Black Money (1991), par Lam Lap-sam
- Le Parrain de Hong Kong (1991), par Ray Lui
- Queen of Underworld (1991), par Ray Lui
- Lee Rock (1991), par Victor Hon
- Lee Rock 2 (1991), par Victor Hon
- The Greed of Man (1992), par Lau Kong
- The Prince of Temple Street (1992), par Lau Siu-ming
- H.K. Triad (1999), par Lau Ching-wan
- I Corrupt All Cops (2009), par Alan Chui Chung-san
- Beauty In the South (2012), par Liu Can
- Chasing the Dragon (2017), par Donnie Yen
- Once Upon a Time in Hong Kong (prévu pour 2021), par Tony Leung Ka-fai.